# Античный антисемитизм
Античный антисемитизм — предубеждение к евреям по религиозному признаку со стороны язычников в античную эпоху.
Люди, придерживающиеся этой точки зрения, обвиняли иудеев в ненависти ко всем народам, тайных и явных преступлениях против господствующей религии, подрыве экономики, распространению лжеучений, нелояльности и т. п. Обвинение в принесении человеческих жертв и каннибализме трансформировалось впоследствии в кровавый навет. Применение термина «антисемитизм» многими современными учёными-антиковедами признаётся условным и не соответствующим представлениям об антисемитизме XXI века. Причины этого явления пока не получили удовлетворительного научного объяснения.

## Терминология
В связи с тем что сам термин «антисемитизм» возник лишь в XIX веке, его применение к событиям древности расценивается некоторыми современными антиковедами как анахронизм. Так, Бецалель Бар-Кохба в предисловии к монографии «The Image of the Jews in Greek literature. The Hellenistic period» предупреждает, что будет использовать термин «антисемитизм» исключительно в кавычках, хотя и указывает, что попытки заменить термин на что-то другое также проблематичны. Николас де Ланж считает, что глубокая ненависть к евреям, которую обычно понимают под антисемитизмом, в древности не существовала. Кандидат исторических наук Александр Грушевой пишет, что антииудейские выпады греческих и римских авторов нельзя называть антисемитскими, если понимать под антисемитизмом ситуацию, когда каждый член общества понимает суть таких обвинений. По мнению Грушевого, в то время это было не более чем аристократической ксенофобией. В отношении этого тезиса с ним согласна доктор исторических наук Ирина Левинская. Грушевой пишет, что критику и непонимание еврейских обычаев со стороны римской, греческой и грекоязычной элиты следует называть «антииудаизмом».
Однако есть и другие взгляды на эту проблему. Так Луис Фельдман в работе AntiSemitism in the Ancient World рассматривает правительственный, общественный и интеллектуальный антисемитизм. Ряд историков и этнологов, включая таких антиковедов как Менахем Штерн, Соломон Лурье и Аркадий Ковельман, Анджело Сегрё, Джон Гейджер, Лоуренс Шифман и Яан Севенстер рассматривают конфликты между иудеями и древними язычниками как предтечу и источник современного антисемитизма. Термин «антисемитизм» употребляется в отношении конфликтов античного времени во многих научных работах как XX, так и XXI века.
Ирина Левинская отмечает, что пользование любым термином («антисемитизм», «юдофобия», «ненависть к евреям») не означает некоего единого явления, существующего в неизменном виде с древности до наших дней.

## Происхождение
По мнению ряда исследователей, антисемитизм возник и развился в мире античного язычества. Историк Сало Барон полагал, что:

Почти каждая нота в какофонии средневекового и современного антисемитизма была озвучена хором древних писателей
Оригинальный текст (англ.)Almost every note in the cacophony of medieval and modern anti-Semitism was sounded by the chorus of ancient writers
С этим тезисом согласен Соломон Лурье. Однако Ирина Левинская отмечает, несмотря на частичное сходство, наличие существенных различий в древних и современных обвинениях в адрес евреев.
Леон Поляков пишет, что появление такой враждебности к евреям, которая выходит за рамки межкланового соперничества и заслуживает называться «антисемитизмом», датируется большинством специалистов III веком до н. э.
Большая часть современной антисемитской аргументации происходит от античных предрассудков, одним из центров которых являлась Александрия, примерно около III—II веков до н. э. Первоначальными его распространителями были египетские литераторы этого периода, обвинявшие евреев в различных злонамеренных делах. Мотивы обвинений были и религиозные, и экономические, и политические. Эдвард Фланнери отмечал, что эллинизация Ближнего Востока и расселение еврейской диаспоры в Средиземноморье сделали конфликт неизбежным, поскольку греки считали варварским все, что написано не по-гречески и не могли понять и принять претензии на превосходство со стороны евреев, которых они считали с культурной точки зрения никем.
Луис Фельдман в работе «Jew and Gentile in the Ancient World. Attitudes and interactions from Alexander to Justinian» делает вывод, что далеко не все античные интеллектуалы поддерживали отрицательное отношение к евреям. Менахем Штерн указывает, что «Гекатею чужды антисемитские настроения, и его отношение к евреям скорее сочувственное».

## Обвинения против евреев
Йона Лендеринг и Эдвард Фланнери датируют первый зафиксированный случай антисемитизма 474 годом до н. э. Это библейский эпизод провалившегося плана истребления евреев в Ахеменидской империи, описанные в книге Эстер. Согласно Библии, придворный царя Артаксеркса по имени Аман пытался убедить царя уничтожить живущих в империи евреев, которые, по утверждению Амана, склонны к неподчинению царской власти. При этом Лендеринг отмечает, что остаётся неясным насколько эта история является реальным событием.
Одним из первых теоретиков антисемитизма историки называют египетского жреца Манефона, жившего при Птолемее II Филадельфе (285—246 гг. до н. э.). В его повествовании об исходе евреев из Египта евреи представлены потомками «прокаженных и нечистых» египтян, объединившихся с «солимитами», потомками гиксосов; по Манефону, «прокаженные и нечистые» люди были высланы в каменоломни к востоку от Нила для умилостивления богов, но позже, объединившись с пастухами-(гиксосами), они завоёвывают Египет, грабят его, оскверняют храмы. После этого царь «Аменофис» изгоняет их из Египта. 
Последователь Манефона Мнасей Патрский, ученик Эратосфена, впервые пустил в ход столь распространённую впоследствии легенду о том, что иудеи поклоняются в своём храме золотой ослиной голове. Обвинения Манефона повторяли Лисимах, Посидоний, Молон и другие греческие авторы. Хотя многие исследователи отрицают антисемитизм Манефона, полагая, что часть приписываемых ему антиеврейских текстов написана не им, рассматривающий подробно эту проблему Менахем Штерн сделал вывод, что «нет серьёзной причины отрицать авторство Манефона» а кроме того даже без спорных фрагментов анализ других текстов «обнаруживает его антисемитизм достаточно весомо». Антиковед Борис Тураев писал, что антиеврейски настроенные историки повторяли версию об изгнании «прокажённых».
Писатель Апион (I в. н. э.), повторив обвинения предшественников, обвинял евреев также в человеческих жертвоприношениях и людоедстве. В одной из книг Апион написал, что греческий царь Антиох Епифан был в Иерусалимском храме и там к нему обратился грек, который утверждал, что его специально откармливают для последующего убийства и съедения. Еврейский историк Иосиф Флавий высмеял это сочинение, указав, что в иудаизме нет человеческих жертвоприношений и что в описываемой части храма язычника-грека быть просто не могло. Тем не менее это обвинение впоследствии стало источником для появления кровавого навета. Вальтер Лакер называет Апиона одним из идеологов антисемитизма этого периода.
Ещё одно обвинение возникшее в тот период часто повторялось впоследствии — так называемая «двойная лояльность». Евреев, состоявших на государственной службе и особенно в армии, обвиняли в том, что они больше защищают интересы своих единоверцев, нежели государства. Такое обвинение выдвигал, в частности, Апион.
Кроме вышеуказанных обвинений, Йона Лендеринг отмечает также:
- обвинение в лени, связанное с соблюдением традиций шабата;
- обвинение в антиобщественности, связанное с тем, что евреи жили обособленно чтобы быть поближе к синагогам;
- традиция обрезания считалась варварством и средством предотвращения ассимиляции.

Для образованного язычника тех времён не было никакой разницы между евреями и христианами. Даже когда их начали различать, против христиан стали выдвигать точно такие же обвинения, как и против евреев. Христианскую церковь и христиан вообще обвиняли в ненависти ко всему роду человеческому, в совершении отвратительных ритуалов. Христиане, утверждали их противники, предаются всяческому разврату и кровосмесительству, почитают голову осла, практикуют ритуальные убийства. Именно в этом язычники ранее обвиняли евреев.

## Погромы и гонения
Обвинения египетских жрецов не привели в то время к каким-либо практическим последствиям. Напротив, известно, что в царствование Птолемея II Филадельфа и Птолемея III Эвергета число евреев в Александрии значительно выросло. Как писал Илья Чериковер, «в продолжение всего эллинистического периода антисемитизм не выходит за сугубо литературные рамки». Луис Фельдман отмечает, что разрыв между античными интеллектуалами и народом был настолько велик, что их нападки на евреев почти никогда не приводили к массовому насилию. Практически единственный случай реального преследования — разрушение египтянами еврейского храма в Элефантине в 411 году до н. э. По мнению Фланнери, этот случай не следует относить к антисемитизму, поскольку погром стал следствием политических интриг и религиозного фанатизма египтян.

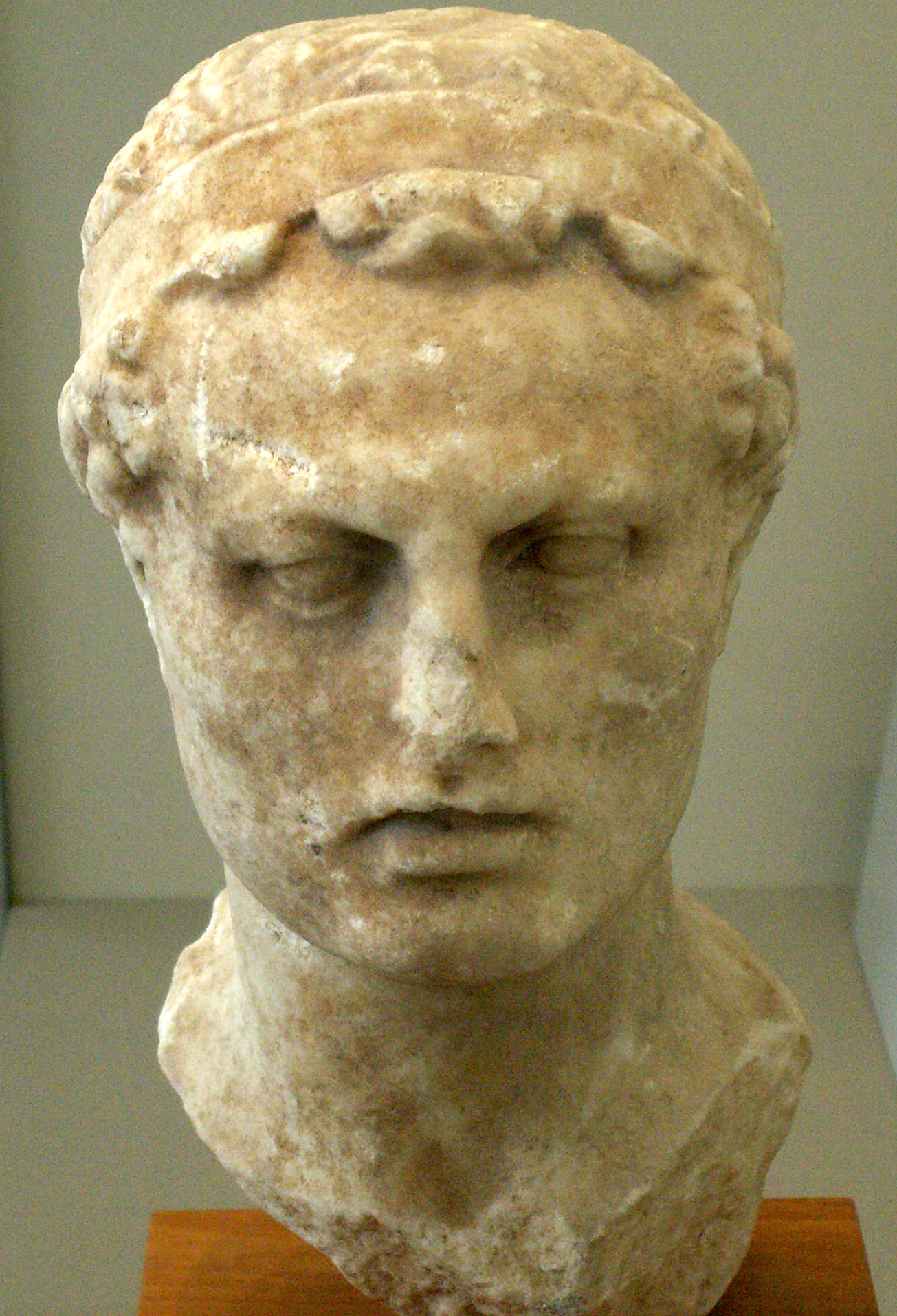
Антиох IV Эпифан разорил Иерусалимский храм

Ситуация резко изменилась в царствование Антиоха IV Эпифана (175—164 гг. до н. э.) В 169 г. до н. э. Антиох вторгся в Иерусалим, разорив и осквернив Храм, который по его приказу был превращён в святилище Зевса Олимпийского. Менахем Штерн называет попытку Антиоха наложить запрет на национальную религию и принуждение к принятию чужого религиозного культа явлением для древнего мира исключительным. Это вызвало восстание евреев под предводительством Иуды Маккавея.
В 38 году н. э. в Александрии произошёл еврейский погром, который был вызван стремлением греков не допустить получения евреями гражданских прав. Историки отмечают опору погромщиков на антисемитскую идеологию. Префект Египта Авл Авилий Флакк в ответ на жалобу еврейской общины запретил праздновать субботу и постановил ограничить место жительства евреев в городе, в результате чего многие евреи были выселены из своих домов, а сами дома разграблены Свидетель погрома Филон Александрийский писал:

Не в силах более терпеть нужду одни пошли (против обыкновения) к друзьям и родственникам, прося на жизнь, другие, чей благородный дух чурался попрошайничества как рабьей доли, недостойной свободного человека, решились, несчастные, пойти на рынок, чтобы достать еды себе и домашним. А попав в руки черни, тотчас бывали они убиты, и трупы их тащили через весь город, топча и превращая в месиво, так что и предать земле было бы нечего.— Филон Александрийский. Против Флакка
Выступления местного населения против евреев в I в. до н. э. — I веке н. э. вспыхивали также на острове Родос, в Риме, Сирии и Палестине. Особенно сильными противоречия были в восточной части Римской империи, где греческое население часто громило еврейские кварталы и убивало евреев. Например, во время волнений в Дамаске в течение нескольких часов, по свидетельству Иосифа Флавия, было перебито 10 тысяч евреев. В свою очередь, в царствование Траяна движение охватило широкие еврейские массы в Кирене, Египте, на острове Кипре, и жертвами этого движения стали многие тысячи греков и римлян.
Противостояние иудейской и греческой общин в Кейсарии закончилось в самом начале Великого восстания, по свидетельству того же Флавия, убийством 20 тысяч евреев. Бойня в Кейсарии стала прологом к войне на взаимное истребление между иудеями и эллинизированным населением.
Говорят, что когда <Марк Аврелий> проезжал через Палестину, направляясь в Египет, то от досады на зловонных и часто бунтующих (лат. fetentium et tumultuantium) иудеев, горестно воскликнул: «О маркоманны, о квады, о сарматы! Наконец я нашел тех, кто беспокойнее (лат. inquietiores) вас».

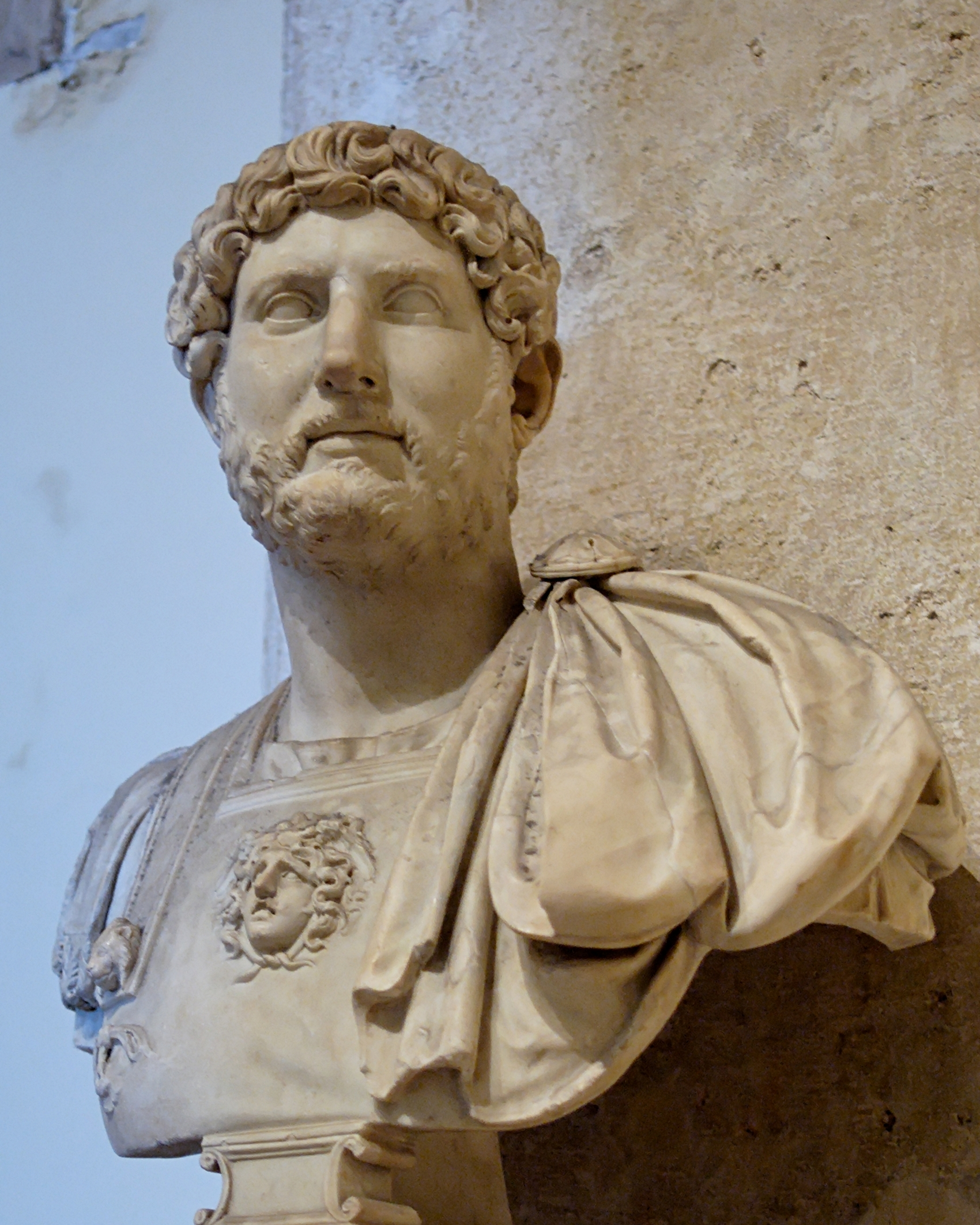
Адриан жестоко преследовал евреев

Сохранились сведения об изгнании иудеев из Рима в 139 году до н. э. Причинами изгнания указываются попытки иудеев приобщить римлян к своим священным обрядам и обычаям.
Враждебное отношение к иудеям в Риме началось с воцарения императора Тиберия. В 19 году иудейская религия была запрещена, а 4000 евреев были сданы в солдаты и отправлены на Сардинию с оговоркой, что если они погибнут в борьбе с разбойниками, то государство ничего не потеряет. В дальнейшем евреи были изгнаны из Рима при императоре Клавдии в 50 году, а преследование христиан во времена Нерона, по мнению историка Александра Тюменева, связано было лишь с тем, что эта малочисленная на тот момент секта состояла из выходцев из Иудеи, а на религиозные отличия римляне внимания не обращали.
Массовые депортации евреев из Палестины проводились римлянами в 70-е и 130-е годы н. э. после Иудейских войн и восстания Бар-Кохбы. После разрушения Иерусалима евреям под угрозой смерти было запрещено приближаться к городу. Кроме того, император Адриан ввёл запреты на религиозное обучение и исполнение обрядов, включая празднование субботы.
Историки делают различные выводы об итоге антиримских восстаний. Роберт Хазан в книге «Беженцы или мигранты» пишет, что после всех депортаций «палестинское еврейство оставалось демографическим центром для евреев всего мира ещё несколько столетий». Михаил Штереншис утверждает, что после Иудейской войны «…страна обезлюдела. Кто сбежал, кого убили, а кого продали в рабство». После поражения восстания Бар-Кохбы и ужесточения религиозных запретов большинство оставшихся жителей бежали в Египет, Аравию, Персию, Сирию и на Кипр. Александр Грушевой отмечает, что после поражения антиримских восстаний и массового истребления и продажи в рабство недовольных наступил этап улучшения положения евреев в Риме, начавшийся с 212 года, когда иудеи были уравнены в правах с прочими гражданами империи. Этот этап продолжался до 305 года, когда к власти пришёл император Константин. С этого момента положение евреев непрерывно ухудшалось до завоевания Палестины арабами, если не считать краткого правления Юлиана Отступника (361—363 гг.), который был противником христианства и даже намеревался восстановить иерусалимский Храм.
Краткая еврейская энциклопедия пишет, что преследования иудеев в древнем мире были редкими, хотя и весьма жестокими, особенно в период правления Адриана. Беспрецедентный характер гонений на иудейскую религию со стороны Антиоха IV отмечает Менахем Штерн.

## Причины древнего антисемитизма
Исследователи причин появления антисемитизма в древнем мире делятся по своим подходам на две группы: субстанционалисты и функционалисты. Первые видят причину негативного отношения в самих евреях, вторые видят причины в отдельных локальных и конкретных конфликтах. Среди сторонников субстанционального подхода кроме нацистов и антисемитов есть вполне уважаемые академические исследователи, в том числе такие как Теодор Моммзен и Эдуард Мейер, а также Эдит Мэри Смоллвуд, Ян Николас Севенстер и Петер Шефер. Функциональный подход разрабатывался Ицхаком Хайнеманом, а впоследствии Ильей Бикерманом и рядом других учёных.
Ирина Левинская отмечает, что проблема враждебности к евреям в древности продолжает быть предметом обсуждения и полемики. Консенсусного удовлетворительного объяснения этому явлению пока не найдено. Со ссылкой на де Ланжа она выделяет причины такого положения дел:
- спорность самого предмета;
- терминологические проблемы;
- субъективность исследователей;
- крайняя фрагментарность источников.

### Субстанционалистское объяснение
Профессор Соломон Лурье пишет, что исходя из повсеместного распространения антисемитизма он «возник не вследствие каких-либо временных или случайных причин, а вследствие тех или иных свойств, постоянно соприсущих еврейскому народу». Анализируя причины появления антисемитизма везде, где поселялись евреи, он отмечает существование двух равно неприемлемых для науки позиций: что евреи были много хуже иных народов и что евреи были много лучше иных народов.
Представляющий первый взгляд римский историк Тацит писал:

(V, 4) Иудеи считают богопротивным то, что для нас священно, и, наоборот, то, что у нас запрещено, ибо безнравственно и преступно, у них разрешается. … (V, 5) …иудеи охотно помогают друг другу, зато ко всем прочим смертным враждебны и ненавидят их. Ни с кем не делят они ни пищу, ни ложе, избегают чужих женщин, хотя преданы разврату до крайности и со своими творят любые непотребства; они и обрезание ввели, чтобы отличать своих от всех прочих. … При всем том иудеи весьма заботятся о росте своего народа — убийство детей, родившихся после смерти отца, считают преступлением— Тацит. История, около 110 г.
Современные еврейские религиозные авторы Д. Шейнин и Б. Левит полагают, что уникальность антисемитизма объясняется иррациональным страхом перед евреями. Причиной этого страха являются, по мнению авторов, «объективно правдоподобные свидетельства избранности евреев как народа Завета». Критикуя этот подход Леон Черняк пишет, что все объяснения такого рода тавтологичны, поскольку объяснение феномена антисемитизма сводится к описанию этого феномена. Это констатация феномена антисемитизма, принимаемая за его объяснение. Краткая еврейская энциклопедия заявляет, что появление в древности ненависти к евреям было «следствием неизбежного конфликта между монотеистическим меньшинством и окружавшим его языческим миром».
Во второй группе кроме собственно еврейских авторов Лурье отмечает учёных-христиан, полагающих иудаизм важной предтечей христианства, поднявшийся выше окружающих его язычников. В качестве примера Лурье приводит цитаты Жозефа Ренана и Михаэля Фридлендера, пишущих об особой нравственной миссии еврейского народа и его историческом предназначении.
Лурье опровергает эти мнения и выдвигает следующий тезис. В древнем мире было принято, что покорённый завоевателем народ признавал себя гражданами второго сорта по отношению к гражданам метрополии, стремился походить на полноценных граждан и признавал богов своих завоевателей. Восставая против обид и притеснений малочисленные нации истреблялись поработителями, либо полностью ассимилировались.
Евреи же вели себя принципиально иначе. Своеобразное положение Палестины в качестве поля битвы между соседними государствами, по мнению Лурье,

…дало возможность развиться у евреев сильному национальному чувству, не связанному не только с политическим могуществом, но и с политической независимостью — явление единичное и не имеющее аналогий в древнем мире
Евреи, в отличие от других народов, сохранили своё национальное самосознание и свои национальные обычаи. Евреи полагали себя национально-государственным целым без собственного государства с религиозным центром в Палестине. При этом ассимиляция подвергалась жёсткому общественному неодобрению.
Такая позиция и вызывала у народов, среди которых жили евреи, ненависть к ним. Даже занимая высокое общественное положение евреи продолжали подчёркивать свою «особость» и нежелание принимать местные культурные ценности и обычаи. Это и становилось, по мнению Лурье, причиной появления антисемитизма везде, где вне Палестины селились евреи. Сходное мнение высказывает Йона Лендеринг — он отмечает, что возникновение антисемитизма было обусловлено тем, что евреи были узнаваемым меньшинством в любом государстве в связи с религиозными обычаями. В противовес этому мнению, Encyclopaedia Judaica утверждает, что в отличие от земель, вошедших в Римскую империю, в Парфянском царстве ненависть к евреям не носила столь серьёзного масштаба.

### Функционалистское объяснение
Функционалисты полагают национальные и религиозные свойства евреев несущественными в качестве причин антисемитизма. Они рассматривают в первую очередь политические и экономические интересы тех или иных общественных групп. Иногда антисемитизм рассматривается как частный случай ксенофобии, неприязни к чужакам вообще.
Так, Илья Бикерман утверждает, что в диаспоре конфликт евреев-монотеистов и чужого богопочитания возникал, только если евреи становились чиновниками у владыки-чужеземца, поскольку любой царь был главой государственной религии и такое назначение имело также религиозный аспект.
Александр Грушевой пишет, что традиционный взгляд на антисемитизм как вызванный самими евреями и повсеместно сопровождающий их неверен, поскольку «антииудейские настроения и их высшая форма — антисемитизм — существуют лишь там, где распространено христианство». А там, где христианство «не является господствующей идеологией, антисемитизма не было и нет (Китай, Индия, мусульманский мир). Существующие же в этих обществах конфликты если и имеют место, то по совершенно иным причинам».

## Значение
Наиболее известным из античных антисемитских мифов, дожившим до наших дней, является кровавый навет — обвинение в употреблении крови в ритуальных целях. Это обвинение, трансформированное из сочинения Апиона, было популярно среди христиан в Средневековье и до сих пор имеет широкое хождение в мусульманских странах. Также в современном мире по-прежнему имеет хождение обвинение евреев в «двойной лояльности».